# Hylarana darlingi
Hylarana darlingi är en groddjursart som först beskrevs av George Albert Boulenger 1902.  Hylarana darlingi ingår i släktet Hylarana och familjen egentliga grodor. IUCN kategoriserar arten globalt som livskraftig. Inga underarter finns listade i Catalogue of Life.